# Kalendarium powstania warszawskiego – 20 września

## 20 września, środa
Wycofanie dużej części sił polskich z Solca (Powiśla Czerniakowskiego). Bronili go żołnierze zgrupowania „Kryska”, „Radosława”, batalionów „Zośka” i „Parasol”. Część powstańców, wraz z żołnierzami 1. Armii Wojska Polskiego, przeprawiło się łodziami na Pragę. Natomiast ok. 200 AK-owców, w większości rannych, ze zgrupowania „Radosław” (d-ca ppłk. Jan Mazurkiewicz, ps. „Radosław”) w nocy z 19 na 20 września ewakuowało się kanałami na Mokotów. Dowództwo nad oddziałami powstańczymi na Czerniakowie objął kpt. Ryszard Białous ps. „Jerzy”, dowódca batalionu „Zośka” i pułku „Broda 53”.
Trwały zaciekłe walki przy ulicy Wilanowskiej. Ze zdobytych domów SS-mani Dirlewangera spędzili około 1000 osób do magazynów „Społem” przy ulicy Czerniakowskiej. Tam rozstrzelali wszystkich młodych mężczyzn i kobiety, którzy w ich ocenie mogli brać udział w powstaniu. Zginęła wówczas m.in. łączniczka Maria Cetys ps. „Szympans”.
W rejonie Frascati ciężko ranny został łącznik kompanii Bradla z baonu AK „Miłosz”, kpr. Zbigniew Kruszewski, ps. Jowisz.
Zginął Witold Modelski – najmłodszy kapral czasu wojny odznaczony Krzyżem Walecznych. Poległ NN Białorusin, strzelec o pseudonimie „Miszka”, który zbiegł z niewoli niemieckiej i walczył po stronie polskiej w II kompanii plutonu AL/PAL batalionu „Tur” w Zgrupowaniu „Kryska”. Na Czerniakowie polegli harcmistrz, podporucznik Wiesław Krajewski oraz Maria Zielonka – dowódca plutonu w oddziale „Dysk”. Po 20 września zginął por. Jerzy Szypowski – dowódca I kompanii Zgrupowania „Leśnik”.